# Kamień runiczny z Krogsty

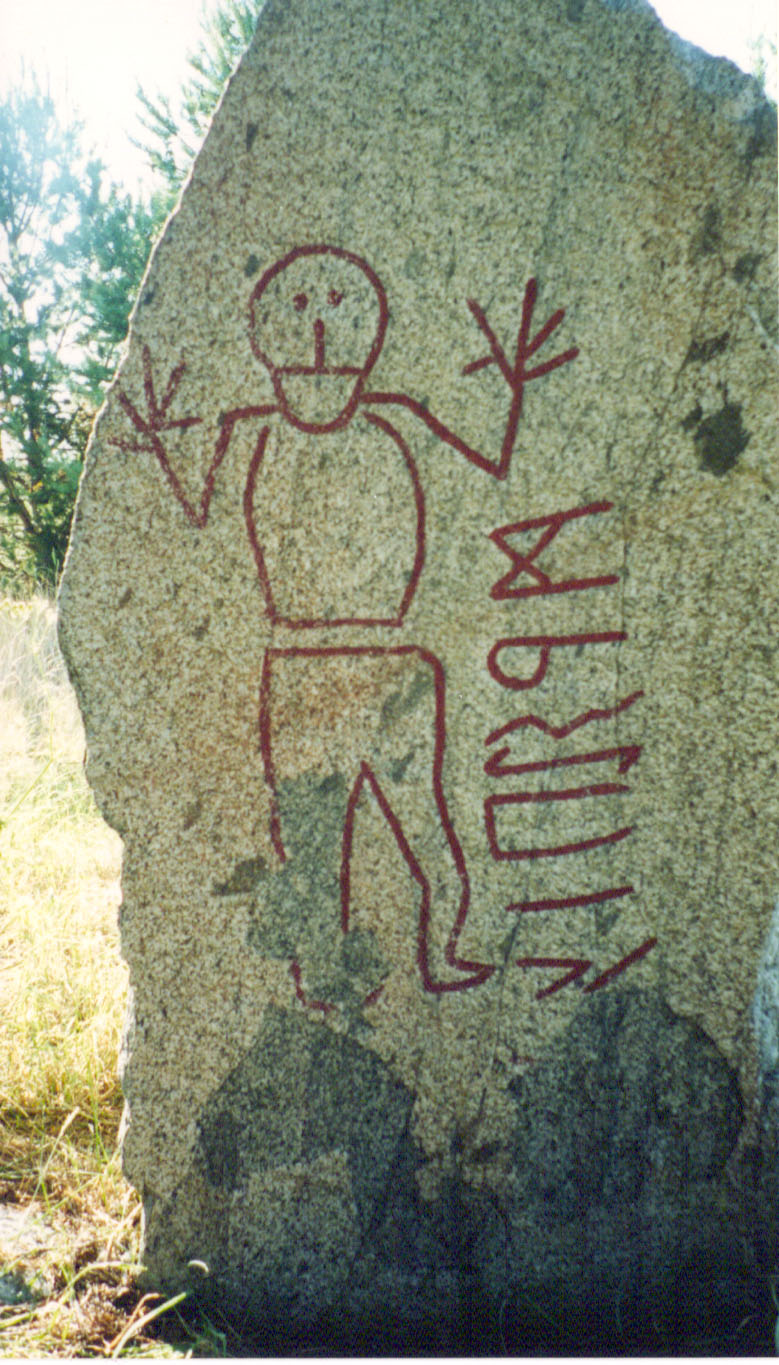
Kamień runiczny z Krogsty

Kamień runiczny z Krogsty (U 1125) – datowany na VI wiek kamień runiczny znajdujący się w Krogsta w parafii Tune w gminie Uppsala w szwedzkiej prowincji Uppland. Jeden z zabytków fuþarku starszego.
Granitowy głaz, zwężający się u góry w formę trójkąta, ma 1,5 m wysokości, 1,3 m szerokości u podstawy i grubość 0,7 m. Znajduje się na terenie wczesnośredniowiecznego cmentarzyska megalitycznego i jest jednym z nielicznych zabytków z tego okresu wciąż stojących w miejscu pierwotnego wystawienia. Po raz pierwszy wzmiankowany jest w relacji Johannesa Bureusa z 1594 roku.
Na frontowej stronie kamienia znajduje się wizerunek człowieka w postawie modlitewnej lub obronnej, z uniesionymi rękoma i rozłożonymi palcami. Gest postaci ma najprawdopodobniej znaczenie magiczne i miał chronić miejsce spoczynku zmarłego przed działaniem złych mocy. Obok postaci wyryty został napis mwsïeij, którego znaczenie pozostaje niejasne. Z tylnej strony głazu znajduje się natomiast napis o treści sïainaz. Runa ï została w nim podstawiona pod runę t i tekst należy odszyfrować jako stainaz „kamień”.